# Iglesia de San Bartolomé (Amézqueta)
La iglesia de San Bartolomé es un inmueble de la localidad española de Amézqueta, en la provincia de Guipúzcoa.

## Descripción
El edificio se encuentra en la localidad española de Amézqueta, perteneciente a la provincia de Guipúzcoa, en la comunidad autónoma del País Vasco. Se menciona como iglesia parroquial del lugar en el Diccionario histórico-geográfico-descriptivo de los pueblos, valles, partidos, alcaldías y uniones de Guipúzcoa (1862) de Pablo de Gorosábel, donde aparece descrita con las siguientes palabras:

El cuerpo de la villa se reduce á un grupo de casas sin forma de calle regular al rededor de la iglesia parroquial [...] La indicada iglesia es de la advocacion de San Bartolomé, cuyo patronato corresponde al marqués de Gongora, y la administracion de los fondos de la fábrica de ella al mismo á una con el rector, alcalde y mayordomo. Se halla servida por un rector, un coadjutor, dos beneficiados y un sacristan eclesiástico, que son de presentacion del patrono, siendo preferidos los hijos naturales del pueblo y de vecinos dezmeros á extraños.
(Gorosábel, 1862, p. 32)